# Chérisey
Chérisey (Duits: Schersingen) is een gemeente in het Franse departement Moselle (regio Grand Est) en telt 277 inwoners (2005). De plaats maakt deel uit van het arrondissement Metz.

## Geografie
De oppervlakte van Chérisey bedraagt 5,0 km², de bevolkingsdichtheid is 55,4 inwoners per km².

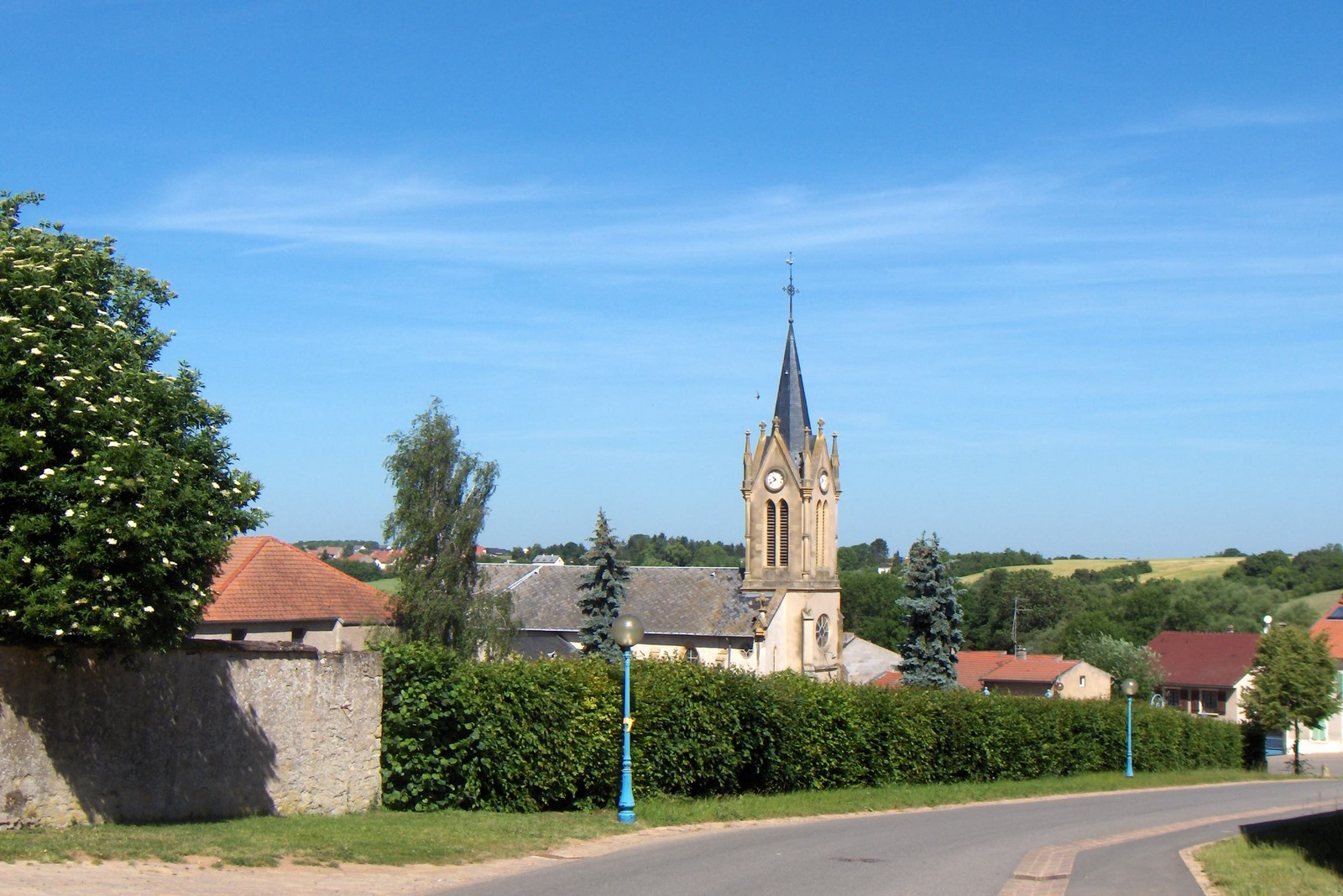
Sint-Bartolomeuskerk in de rue Principale in Chérisey (1866)

De onderstaande kaart toont de ligging van Chérisey met de belangrijkste infrastructuur en aangrenzende gemeenten.

## Demografie
Onderstaande figuur toont het verloop van het inwonertal (bron: INSEE-tellingen).